# Олесен, Ник
Ник Олесен (дат. Nick Olesen; род. 14 ноября 1995, Фредериксхавн, Северная Ютландия) — датский хоккеист, нападающий. Игрок сборной Дании. Участник нескольких чемпионатов мира.

## Карьера
С 15 лет занимался хоккеем в Швеции, затем вернулся на родину. С 2019 года Олесен играет в Шведской хоккейной лиге. После двух сезонов в «Сёдертелье» он подписал контракт с клубом «Брюнес».

### В сборной
Ник Олесен выступал за юниорские и молодежную команды страны. В 2019 году нападающий впервые сыграл за Данию на взрослом Чемпионате мира, который проходил в Словакии.
В 2025 году на Чемпионате мира в Швеции и в Дании вместе со своей национальной командой вышел в полуфинал турнира и занял четвертое место. Он стал лучшим бомбардиром команды, забив пять шайб и сделав семь голевых передач. В четвертьфинале форвард стал автором победного гола в ворота сборной Канады, когда датчане одержали сенсационную победу над «кленовыми листьями» (2:1). По итогам Чемпионата мира Олесен вошел в его символическую пятерку.

## Семья
Младший брат Ника Патрик Олесен (род. 2000) также является хоккеистом.